# CX 8 Radio Sarandí
CX 8 Radio Sarandí urugvajska je radijska postaja u vlasništvu tvrtke Sarandí Comunicaciones S. A. Sjedište postaje nalazi se u Montevideu.
Program radija prenosi se na španjolskom jeziku na frekvenciji od 690 AM-a.
Snaga odašiljača radijske postaje iznosi 25 KW za dnevni program, odnosno 10 KW za noćni program.
Radijska postaja je članica trgovačko-lobističke udruge ANDEBU, koja štiti prava odašiljača radijskih i televizijskih programa.
Ista tvrtka (Sarandi) vodi i radijsku postaju CX 18 Radio Sarandí Sport.

## Radijske emisije
- Las cosas en su sitio
- Informativo Sarandí
- Estrategia Uruguay